# Girolamo Zenti
Girolamo Zenti ou Hieronymus de Zentis (Viterbe, vers 1609 - Paris vers 1666) est un facteur italien de clavecins du XVIIe siècle.

## Biographie

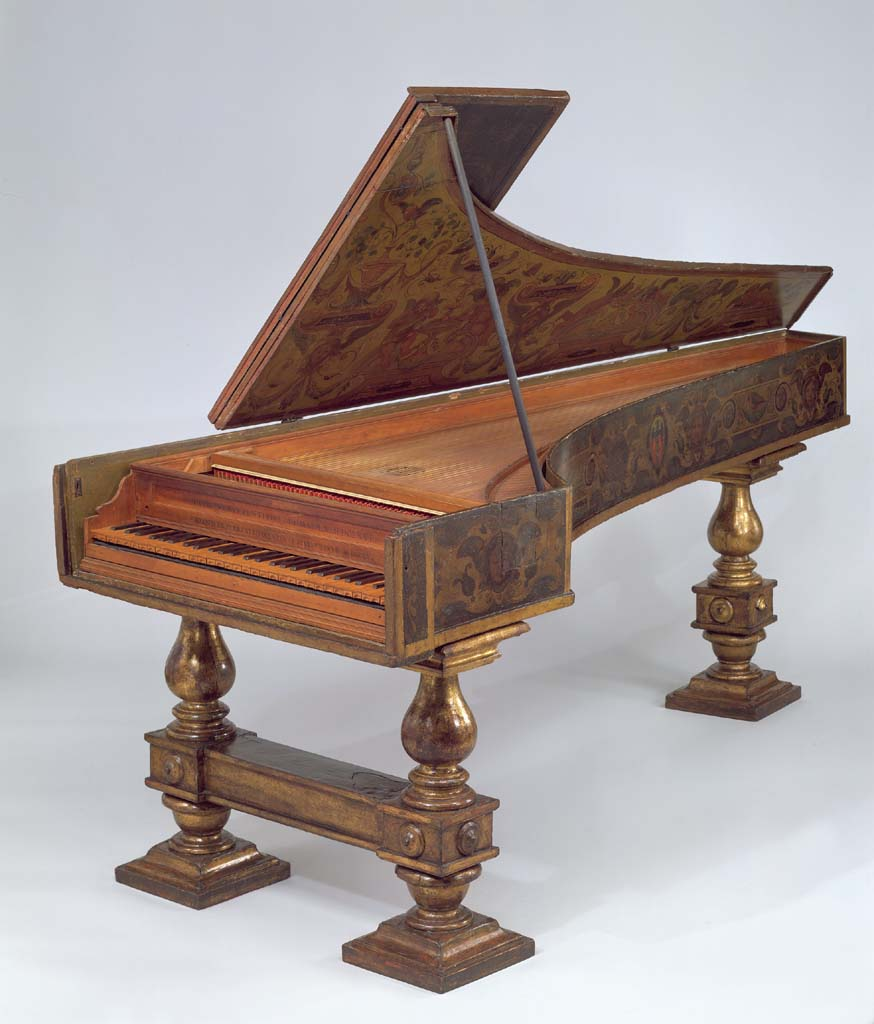
Clavecin de 1666 (Metropolitan Museum of Art)

Girolamo Zenti s'établit à partir de 1638 près de Rome, où se déroule la plus grande partie de sa carrière, entrecoupée de séjours en pays étranger : à Stockholm de 1653 à 1660, à Paris de 1660 à 1662 après avoir abandonné en cours une commande d'orgue, à Londres en 1664 puis à nouveau en 1666 à Paris, où il devait mourir. 
Suffisamment compétent pour avoir servi successivement les neveux du pape Urbain VIII, la reine Christine de Suède, le roi Charles II d'Angleterre et le roi de France Louis XIV (il est possible qu'il ait aussi travaillé à Florence pour le grand-duc de Toscane Ferdinand II) , il aurait inventé l'épinette courbe, dite « épinette à l'italienne » (en anglais bentside spinet). C'est en Angleterre que cet instrument devait connaître la plus grande faveur. 
De fait seuls deux instruments lui sont attribués de façon certaine : une épinette à l'italienne de 1637 (première connue du genre) et un clavecin à deux claviers de 1666 ; ils sont marqués comme faits à Rome. Les quelque dix autres sont d'attribution hypothétique.